# ザ・カナダス
ザ・カナダス（英: The Canadas）は、1791年から1841年まで存在したローワー・カナダとアッパー・カナダの総称である。
カナダは、以前はフランス植民地ヌーベルフランスの一部であり、七年戦争及びフレンチ・インディアン戦争でイギリスが勝利した結果として1763年にイギリスに割譲されたものであり、ローワーカナダの地域にはフランス系カナダ人が多く、アッパーカナダの地域には王党派アメリカ開拓者とイギリスからの移民が多く存在した。当初は二つとも1774年のケベック法によってケベック植民地として統一されていたが、1790年にイギリスの議会を通過した植民地統治法によってわけられ、それぞれの統治のやり方を定めることとなる。これによって、アッパー・カナダに住んでいた王党派アメリカ開拓者とイギリスからの移民はイギリスの法律と機構に組み込まれ、フランス語話者の多いローワー・カナダはフランスの市民法とカトリックの信仰を続けることができた。
ローワー・カナダとアッパー・カナダは1841年に廃止され、1840年7月23日に制定された連合法が発効された。その結果、ローワー・カナダとアッパー・カナダは廃止された同年にカナダ連合 ((United) Province of Canada) (en) として統一された。

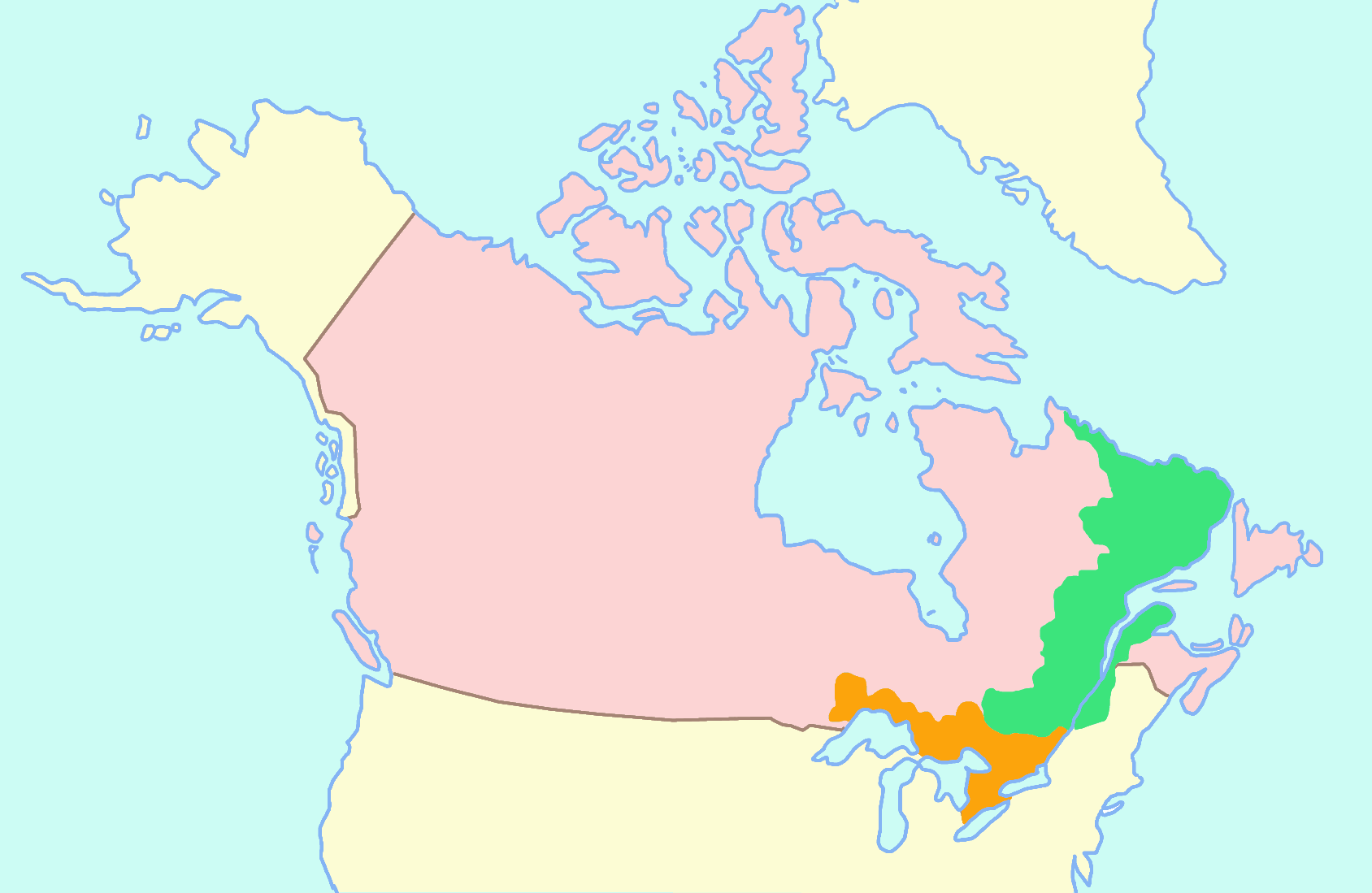
緑がローワー・カナダ、橙色（オレンジ）がアッパー・カナダ。アッパー (Upper)、ローワー (Lower) というのは、ローワー・カナダから見てセントローレンス川の上流にアッパー・カナダが位置していたためであり、緯度は関係がない。